# Aristolochiaceae
.

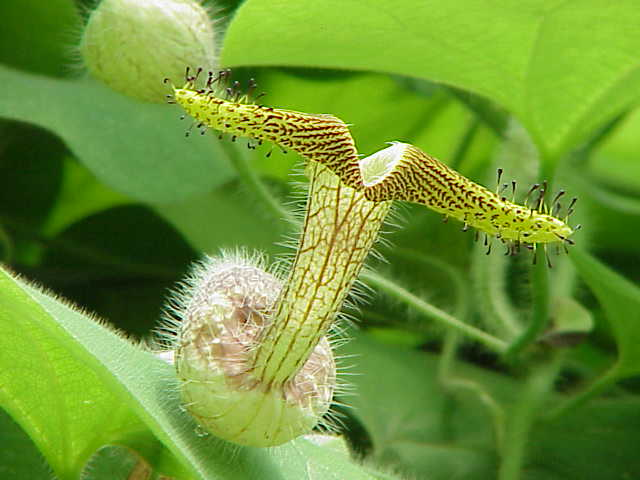
Flor de Aristolochia eriantha.

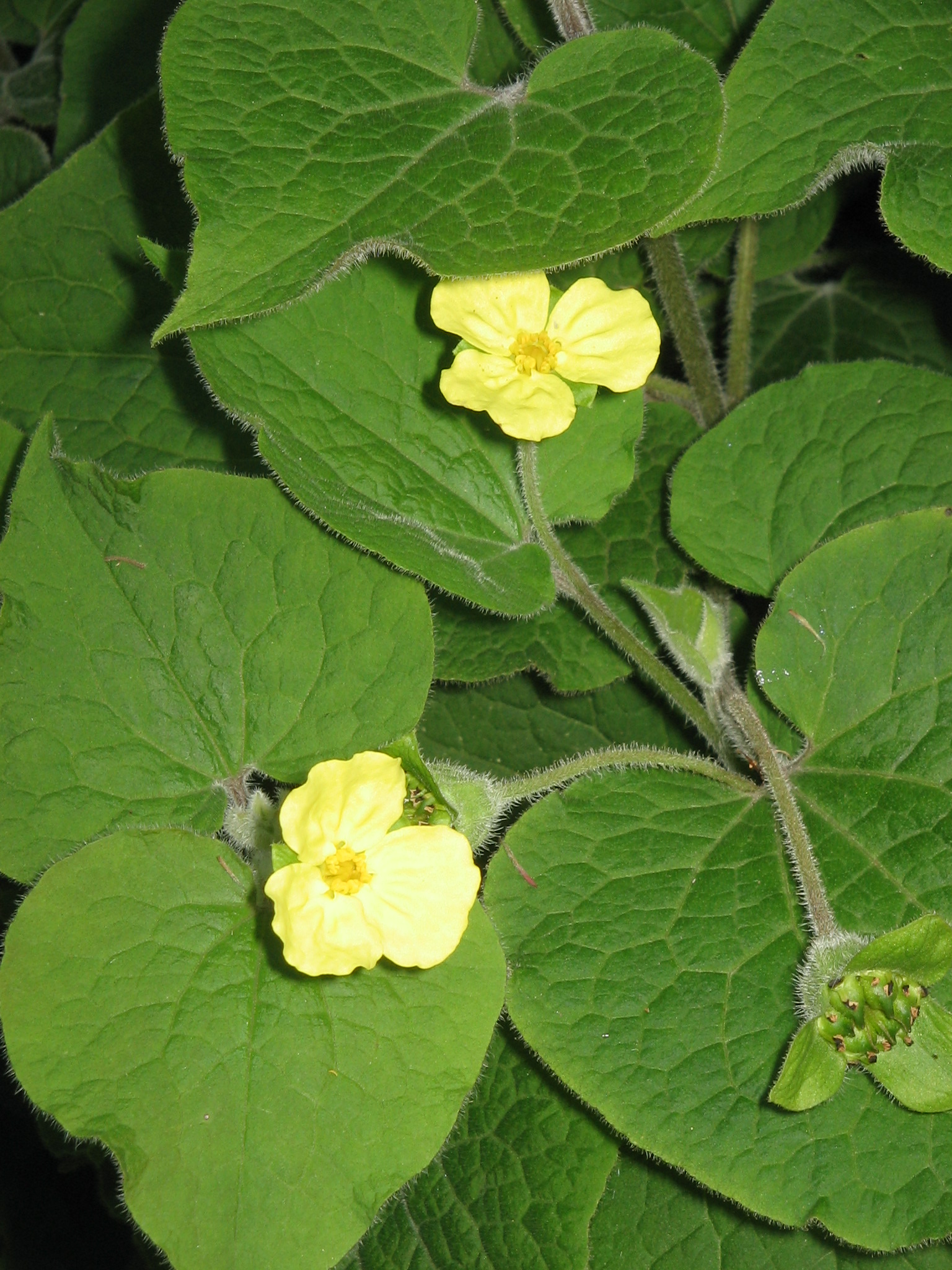
Saruma henryi.

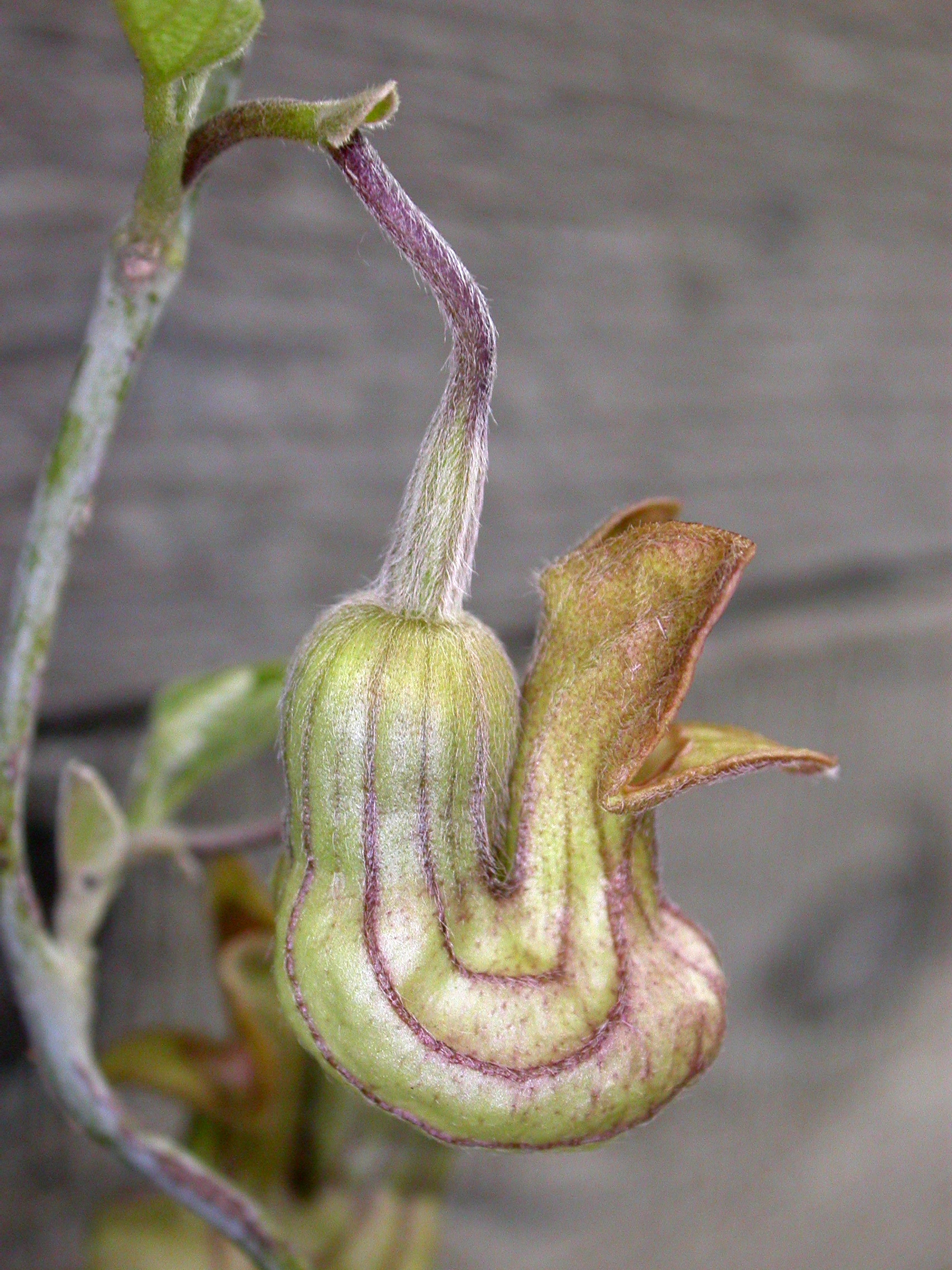
Aristolochia californica.

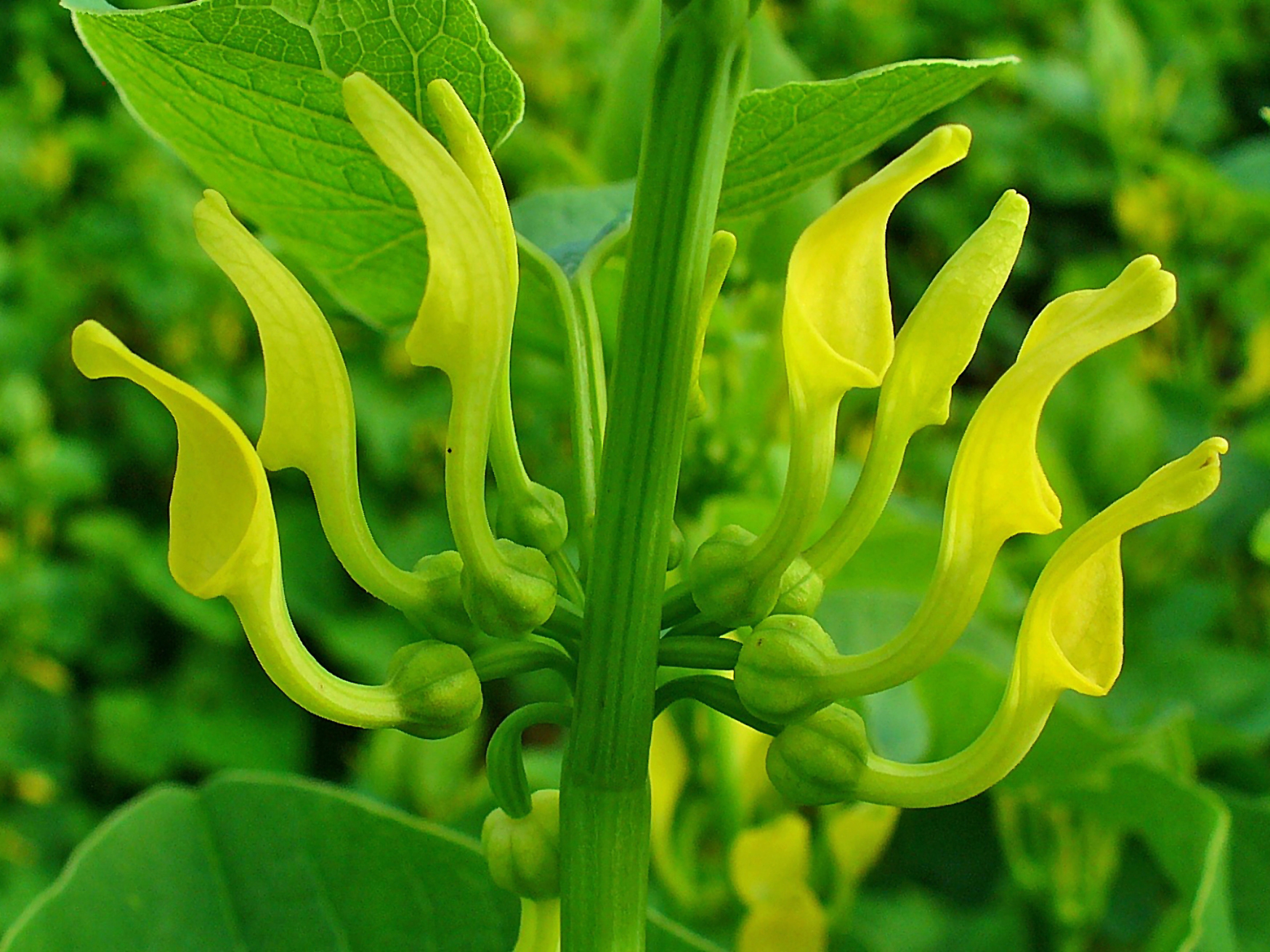
Aristolochia clematitis com flor apresentando a forma tubular característica da família Aristolochiaceae.

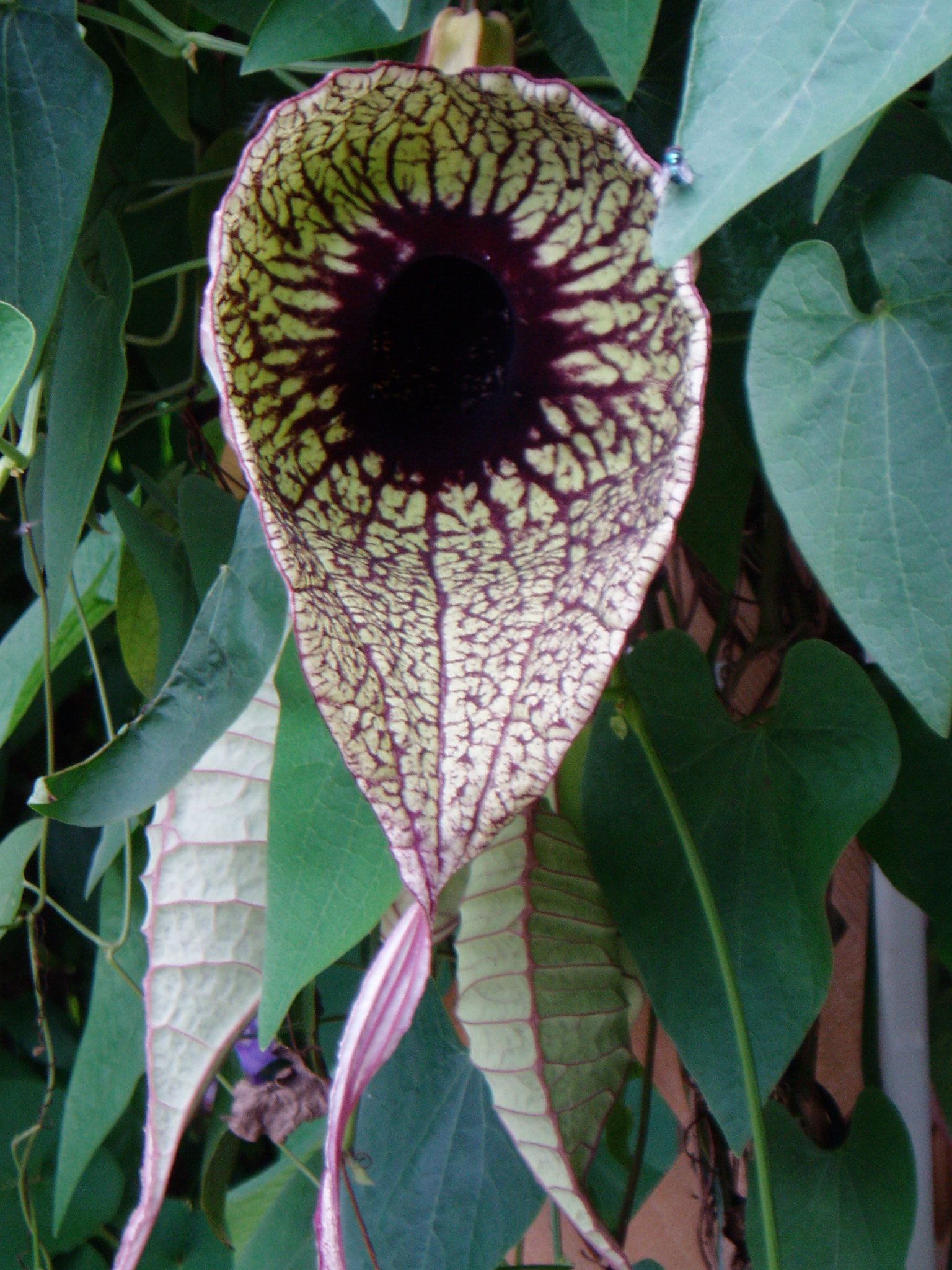
Flor de Aristolochia grandiflora.

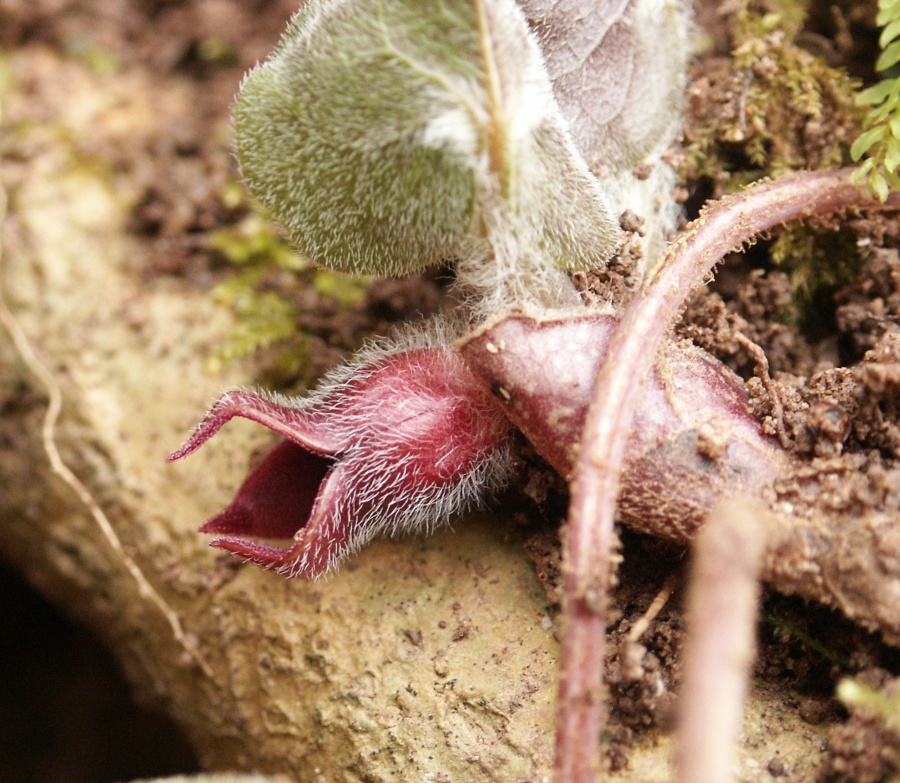
Asarum europaeum.

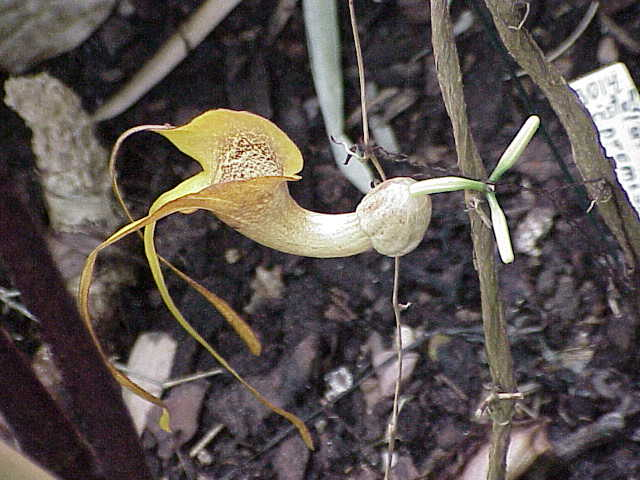
Flor de Aristolochia promissa.

Aristolochiaceae é uma família de plantas com flor da ordem das Piperales que agrupa cerca de 400 espécies repartidas por 7 géneros em 4 subfamílias. Com grande diversidade morfológica, os membros desta família podem ser herbáceas, lenhosas ou então arbustivas, de fruto seco, sementes achatadas, com flores solitárias com estrutura tubular semelhante a um cachimbo. O género tipo é Aristolochia L.. A família tem distribuição natural nas regiões tropicais e subtropicais e na região temperada holártica.

## Descrição
Os membros da família Aristolochiaceae são na sua maioria plantas perenes, herbáceas, com porte arbustivo ou lianas. As folhas são simples, membranosas e cordadas são largas, crescendo alternadamente ao longo do caule em pecíolos foliares. As margens das folhas são geralmente inteiras. Não há estípulas presentes. As flores são de tamanho grande a médio, crescendo nas axilas das folhas, com uma estrutura incomum semelhante a um cachimbo. São bilaterais ou radialmente simétricas.
As espécies da família Aristolochiaceae estão distribuídas pelas regiões temperadas tropicais e subtropicais. Ocorrem predominantemente em áreas abertas com vegetação rasteira, como savanas ou em florestas decíduas temperadas.
Algumas espécies possuem ácidos aristolóquicos, óleo etéreo, óleo resinoso e substâncias aromáticas voláteis, motivo pelo qual essas plantas são utilizadas na medicina tradicional de diversos povos. Os princípios ativos são empregados mais comumente como antissépticos, diuréticos e estimulantes, e promovem melhor funcionamento dos órgãos de secreção interna.  

### Morfologia
Os exemplares desta família são encontrados na forma de ervas, lianas ou, eventualmente, arbustos. Podem exibir estruturas subterrâneas de reserva.
Os agentes polinizadores das flores da família Aristolochiceae são, usualmente, moscas. As flores desenvolveram, durante o curso evolutivo, mecanismos especializados para a captura do inseto e fixação do pólen neste culminando em otimização da polinização.  Nesta família, as flores liberam fragrâncias para a atração dos polinizadores (podendo estas serem adocicadas como a de uma fruta ou fétidas como uma carcaça em putrefação), além de produzir néctar pelas glândulas no tubo do cálice, funcionando como recompensa açucarada para o díptero. Uma vez atraído até a flor, o cálice floral, altamente modificado, atua como uma armadilha, prendendo o inseto. Durante a primeira fase da vida da flor, o pólen é depositado no estigma o qual circunscreve o gineceu, projetando-se além das anteras. Depois da polinização, o estigma murcha e se torna ereto, expondo as anteras deiscentes. As moscas ficam cobertas por pólen e saem da armadilha, podendo, portanto, pousar em outra flor e fecundá-la.
As sementes desta família são aplainadas e muito leves. Estas características permitem que sejam dispersas pelo vento, tal qual um paraquedas. Entretanto, algumas oscilações morfológicas observadas em outras espécies adaptaram-nas para a dispersão pela água ou por animais (ao grudar-se no pelo de vertebrados mediante uma secreção pegajosa ou por formigas).
As folhas são alternas, pecioladas, simples, inteiras ou (raramente) lobadas e com venação palmada. Nesta família as estípulas geralmente são ausentes. Já as flores são bissexuais além de exibirem simetria radial ou  bilateral, dependendo da espécie. As pétalas geralmente são ausentes ou vestigiais, entretanto, são encontradas (bem desenvolvidas, amarelas e imbricadas) no género Saruma. As flores apresentam 3 sépalas de simetria bilateral. Quanto a aparência, estas podem apresentar-se de forma tubular, em S ou em formato de cachimbo. As sépalas são delimitadas por limbos (1 a 3 limbos) os quais são vistosos, de cor avermelhada (verdes em Saruma), valvares e decíduas. As flores exibem de 6 a 12 estames ligados ao estilete. Com exceção do género Saruma, cujo grão de pólen é classificado como monossulcado, o pólen produzido nos estames não apresenta aberturas. As flores possuem de 4 a 6 carpelos conatos e retorcidos. Os frutos são frequentemente secos e deiscentes, com abertura partindo desde a base. As sementes, por sua vez, são achatadas, com embrião pequeno, basal ou indiferenciado, podendo ser aladas ou com associações de tecidos carnosos.
Apesar da diversidade morfológica e de hábito, as principais características morfológicas da família são as seguintes:
- Herbáceas rizomatosas ou lenhosas, perenes ou trepadeiras. Tubérculos hipocotiledonares presentes em algumas espécies adaptadas a fortes mudanças climáticas sazonais. Eleócitos presentes em várias partes da planta, especialmente na epiderme das folhas, contendo óleos essenciais. Indumento de tricomas unisseriados, sendo a célula apical por vezes uncinada;
- Folhas alternadas (pseudo-opostas em Asarum), disticuladas, simples, inteiras, 2-3-lobadas, palmadas-lobadas ou pedunculadas, pecioladas, base frequentemente cordada, sem estípulas (por vezes aparecem ramos axilares curtos com escamas sésseis que se assemelham a estípulas intra-especiolares, denominadas pseudo-estípulas), vernação conduplicada. Estomas anomocíticos.
- Caules com ramificação monopodial ou simpodial, com nós 3-lacunares.
- Flores solitárias ou em ripídio, terminais ou axilares, muitas vezes caulifloras ou ramificadas, perfeitas, geralmente epígeas, raramente semi-epígeas ou quase hipóginas, basicamente tri-meras. Perianto univerticilado (2-verticilado em Saruma), geralmente gametosepalado, 1-3-meroso, raramente 6-meroso, actinomorfo ou zigomorfo. Androceu de (4-)5-12(-40 ou mais) estames em 1-4 espirais, geralmente 6 ou 12 em 1 ou 2 espirais, livres, ou monadelfos, ou solitários ao estilete formando um ginostema, anteras com 2 tecas extrorsas ou as externas quase laterrâneas, cada teca com 2 esporângios, deiscência por fenda longitudinal, conectivo frequentemente proeminente apicalmente. Gineceu sincarpo (apocárpico em Saruma), com 4-6 lóculos, incisos ou semi-incisos, estilete único 3-6-lobado ou muito ramificado (estipe separado em Saruma), estigma variado, uncapitado, seco ou húmido, papiloso, óvulos 4-50(-100) por carpelo, horizontais ou pendentes, anatrópicos, apotróficos, bitégmicos, crassinucelados, placentação parietal nos ovários uniloculares, central ou axial nos pluriloculares.
- Fruto em cápsula septicida e valvular ou irregularmente deiscente, plurifolículo em Saruma, baga indeiscente, bastante seca e de paredes espessas em Aristolochia, esquizocarpo em Aristolochia do tipo Euglypha.
- Semente com endosperma abundante, oleoso, sem amido, por vezes ruminado, embrião muito pequeno; rafe por vezes formando um eleossoma ariloide.
- Pólen inaperturado, tectado, ectexina granular-columelar, exceto em Saruma (pólen semi-arquitecturado-reticulado com sulco reduzido) e em algumas espécies de Asarum e em Aristolochia punjabense com grãos polifurcados ou mais raramente policolpados, uma aquisição derivada.
- Número cromossómico: Asarum tem cromossomas muito grandes; 2n = 24-52 tendendo em formas avançadas para 8-28; são conhecidos os seguintes números: em Asaroideae: n = 6, 12, 13, 18, 20, 26; em Aristolochioideae: (4-)6-7(-28). Assume-se que x = 7.

### Fitoquímica
Muitos membros do género Aristolochia e alguns do género Asarum contêm a toxina ácido aristolóquico (ou aristoloquina), que desencoraja os herbívoros e é conhecida por ser carcinogénica em ratos. As espécies de Aristolochia são considerdas cancerígenas para os humanos.
A subfamília Asaroideae é rica em lignoides em contraste com a Aristolochioideae, rica em alcaloides baseados em benzilisoquinolina, por exemplo aristoloquina (ácido aristolóquico). A inulina foi detetada em Aristolochia.

### Distribuição e ecologia
Aristolochiaceae tem ocorrência catalogada em inúmeras regiões de todo o mundo. Divide-se este grupo, habitualmente, em duas subfamílias distintas: Asaroideae e Aristolochioideae, às quais acresce duas pequenas subfamílias, Lactoridoideae, com uma única espécie nas ilhas Juan Fernández, e Hydnoroideae, um grupo de plantas parasíticas. A primeira conta com 85 espécies distribuídas, em sua maioria, ao Norte da Ásia, em regiões de clima, predominantemente, temperado. Já a segunda subfamília, Aristolochioideae, é amplamente difundida em regiões tropicais e subtropicais do mundo.
As borboletas da espécie Battus philenor põem os seus ovos sobre espécies do género Aristolochia e as suas larvas alimentam-se da planta, mas não são afectadas pela toxina, cuja concentração nos seus tecidos oferece à borboleta adulta proteção contra predadores.
Algumas espécies apresentam aposematismo, com folhas que imitam as de outras plantas (e.g. Passiflora), o que parece estar relacionado com a dependência das lagartas das borboletas do género Battus (Papilionidae) nestas plantas. Esta adaptação pode também ser a razão para as folhas palmato-pecioladas de Aristolochia platanifolia e de algumas outras espécies mexicanas de Aristolochia com folhas variáveis.
Flores usualmente protóginas, com polinização  normalmente a cargo de dípteros (Ceratopogonidae, Milichiidae, Chloropidae). As flores são frequentemente portadoras de osmóforos para atrair os polinizadores, produzindo odores a carniça, almiscarado, frutado, a mofo ou urina, desenvolvendo estruturas semelhantes a fungos, com colorações contrastantes de roxo, preto e castanho com amarelo e verde, semelhantes a substâncias em decomposição. O tubo do perianto torna-se por vezes uma armadilha que retém os visitantes através de pequenas constrições basais que se abrem e conduzem a uma câmara final (utrículo) com pubescência araneiforme e nectários ou tricomas uncinados), óleos escorregadios ou ramentos rígidos que só os libertam após a polinização.
A autogamia existe nalgumas espécies com uma estrutura floral simples, como o Asarum europaeum. A dispersão é principalmente por mirmecocoria em espécies onde a rafe da semente desenvolve um eleossoma. Nas outras espécies, a dispersão é por anemocoria e as sementes têm frequentemente asas ou expansões membranosas. A epizoocoria é conhecida em espécies com sementes pequenas e pegajosas, como em Aristolochia odoratissima e a hidrocoria em Aristolochia clematitis, Aristolochia cornuta e Aristolochia weddellii, enquanto a endozoocoria está documentada em Aristolochia triactina, cuja polpa dos frutos cheira a banana e sabe a anona.
A maioria das espécies tropicais vive em habitats de floresta tropical, enquanto as formas temperadas estão adaptadas às mudanças sazonais de temperatura. A associação trófica com diferentes géneros de borboletas (Papilionidae) em diferentes regiões é notável, por exemplo, Battus na América do Norte, Archon e Zerynthia no Paleártico e vários outros géneros na Ásia oriental.

### Usos
Devido às substâncias farmacologicamente activas que contêm, as espécies desta família desempenharam e continuam a desempenhar um papel importante em diferentes farmacopeias, principalmente as pertencentes ao género Asarum devido aos óleos essenciais dos seus rizomas, ricos em sesquiterpenos e fenilpropanoides, e aos membros da subfamília Aristolochioideae devido ao ácido aristolóquico, derivado de alcaloides do tipo aporfinas.
O ácido aristolóquico é nefrotóxico e carcinogénico. A sua ingestão tem sido associada a um quadro clínico caracterizado por uma fibrose intersticial renal rapidamente progressiva (nefropatia da erva chinesa) que conduz rapidamente a uma insuficiência renal crónica, juntamente com o desenvolvimento de tumores uroteliais do trato urinário superior.
Tradicionalmente, estas substâncias têm sido utilizadas em obstetrícia (daí o nome do género Aristolochia, que significa bom parto) e para tratar picadas de cobras e escorpiões. Apesar de terem sido atribuídas várias propriedades terapêuticas a extractos de algumas destas espécies, não existem provas científicas que as sustentem. Algumas espécies de Asarum e de Aristolochia são cultivadas como plantas ornamentais.

## Filogenia e classificação
As Aristolochiaceae são magnoliídeas, um grupo basal de angiospérmicas que não fazem parte das grandes categorias de monocotiledóneas ou eudicotiledóneas. A partir do Sistema APG IV, de 2016), as antigas famílias Hydnoraceae e Lactoridaceae estão incluídas, pois a exclusão tornaria Aristolochiaceae, no sentido tradicional, parafilética.
Apesar disso, há divergências na classificação do grupo taxonómico quanto a mono, para ou polifilia. Aristolochiacea é considerada como pertencente ao clado das Piperales, no entanto, apesar de este ser monofilético, a relação dos grupos dentro da ordem gera controvérsias devido à posição da espécie Lactoris fernandeziana, embora a família Aristolochiaceae fosse considerada parafilética sem aquele género, devido a estudos de sequenciamento de DNA que indicam o género Lactoris como pertencente ao clado.
Na primeira possível representação filogenética, a família Aristolochiaceae abrangeria as subfamílias Asaroideae e Aristolochiaoideae, tendo o género Lactoris divergido da linhagem que deu origem à segunda daquelas subfamílias. Todo o clado Aristolochiaceae seria, então, grupo irmão do emparelhamento [Piperaceae + Saururaceae]. A família Piperaceae incluiria os géneros Zippelia, Manekia, Piper, Peperomia e Verhuelia.
Alguns esquemas de classificação mais recentes, como a atualização do Angiosperm Phylogeny Group, colocam a família Aristolochiaceae na ordem Piperales, mas ainda é bastante comum, embora ultrapassado, que as Aristolochiaceae sejam atribuídas, por vezes com algumas outras famílias, à sua própria ordem (Aristolochiales).

### Filogenia
Podem distinguir-se quatro agrupamentos no cladograma das Aristolochiaceaeao ao nível taxonómico do género:
- O género Aristolochia está intimamente relacionado com o género Thottea;
- O género Hydnora está intimamente relacionada com o género Prosopanche;
- O género Lactoris ocupa uma posição isolada;
- O género Asarum está estreitamente relacionado com o género Saruma, e ambos os géneros apresentam uma posição de ramificação profunda na família.

A relação entre os agrupamentos atrás referido pode sr reduzida ao seguinte cladograma:

### Genómica

O mapa do genoma plastidial altamente reduzido de um membro de Aristolochiaceae, a espécie Hydnora visseri.

A sequência completa do genoma plastidial de uma espécie de Aristolochiaceae, Hydnora visseri, foi determinada. Em comparação com o genoma do cloroplasto dos seus parentes fotossintéticos mais próximos, o plastoma de Hydnora visseri mostra uma redução extrema tanto em tamanho (cerca de 27 quilo pares de bases) como em conteúdo genético (24 genes parecem ser funcionais). Esta espécie de Aristolochiaceae possui, portanto, um dos genomas plastidiais mais pequenos entre as plantas com flor.

### Registo fóssil
Os registos fósseis mais antigos da família Aristolochiaceae são as sementes fossilizadas de †Aristospermum huberi e †Siratospermum mauldinense, do Cretáceo Inferior de Portugal e Virgínia, Estados Unidos. Os restos fósseis mais antigos de folhas são de †Aristolochites dentata, do Cretáceo Superior do Nebraska.
O registo de pólen de †Aristolochiacidites viluiensis foi descrito a partir de sedimentos do Cretáceo Superior da Sibéria. A madeira fóssil é conhecida dos Deccan Traps da Índia, datada de há cerca de 66 milhões de anos. Fósseis de folhas de Aristolochia são conhecidos do início e do final do Terciário da América do Norte e do final do Terciário da Abcásia, Ucrânia e Polónia. Restos de folhas fósseis de †Aristolochia austriaca foram descritos a partir de sedimentos do Mioceno tardio do sítio de Pellendorf, na Bacia de Viena, na Áustria. A espécie  †A. austriaca é mais semelhante às espécies mediterrânicas extantes Aristolochia rotunda e Aristolochia baetica.

### Sistemática
As Aristolochiaceae são um grupo primitivo de angiospermas. Têm sido geralmente relacionadas com as Annonaceae por caracteres que se mostraram plesiomórficos; por outros caracteres, tais como gamotepalia, monadelfia e peculiaridades da semente, também têm sido relacionadas com as Myristicaceae. As estruturas que a relacionavam com Rafflesiaceae, como o diafragma, os processos estilares e a bainha seminal, foram descartadas como meras convergências evolutivas por análises de filogenia molecular, que mostram que a família forma um clado com as antigas famílias Lactoridaceae e Hydnoraceae. O APW (Angiosperm Phylogeny Website) considera-a como fazendo parte da ordem Piperales, sendo o grupo irmão do género Lactoris.
A família foi descrita por Antoine Laurent de Jussieu e publicada em Genera Plantarum 72-73. 1789.
Os géneros reconhecidos, e sua sinonímia, são os seguintes:
- Apama Lamarck = Thottea Rottbøll - Ar
- Aristolochia L. Ar
- Asarum  L. - As
- Asiasarum F.Maekawa = Asarum L. - As
- Asiphonia Griffith = Thottea Rottbøll - Ar
- Bragantia  Loureiro = Thottea Rottbøll - Ar
- Ceramium Blume = Thottea Rottbøll - Ar
- Cyclodiscus Klotzsch = Thottea Rottbøll - Ar
- Dasyphonion  Rafinesque = Isotrema Rafinesque = Aristolochia L. s.l. - Ar
- Endodeca  Rafinesque = Isotrema Rafinesque = Aristolochia L. s.l. - Ar
- Euglypha  Chodat & Hassler = Aristolochia L. - Ar
- Geotaenium  F. Maekawa = Asarum L. - As
- Heterotropa C. Morren & Decaisne = Asarum L. - As
- Hexastylis Rafinesque = Asarum L. - As
- Holostylis  Duchesne = Aristolochia L. - Ar
- Hoquartia  Dumortier = Isotrema Rafinesque = Aristolochia L. s.l. - Ar
- Hydnora  Thunberg - H
- Isiphia Rafinesque = Aristolochia L. - Ar
- Isotrema Rafinesque = Aristolochia L. s.l. - Ar
- Lactoris Philippi - L
- Lobbia Planchon = Thottea Rottbøll - Ar
- Niphus Rafinesque = Aristolochia L. - Sip
- Pararistolochia Hutchinson & Dalziel = Aristolochia L. - Ar
- Pistolochia (Rafinesque) Rafinesque = Aristolochia L. - Ar
- Prosopanche de Bary - H
- Psophiza Rafinesque = Isotrema Rafinesque = Aristolochia L. s.l. - Ar
- Pteriphis Rafinesque = Isotrema Rafinesque = Aristolochia L. s.l. - Ar
- Saruma Oliver - As
- Siphidia Rafinesque = Siphisia Rafinesque = Isotrema Rafinesque = Aristolochia L. s.l. - Ar
- Strakaea C. Presl = Thottea Rottbøll - Ar
- Thottea Rottbøll - Ar
- Trimeriza Lindley = Thottea Rottbøll - Ar

## Ocorrência no Brasil

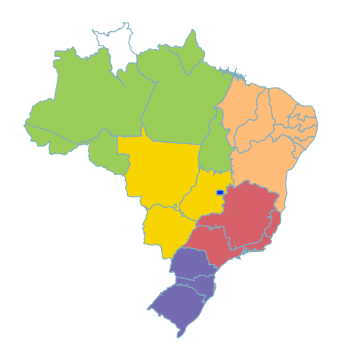
Distribuição da Família Aristolochiaceae em território brasileiro

Quando referente ao território nacional, tal família é encontrada em todo o Brasil, com exceção dos Estados do Espírito Santo, cuja ocorrência é incerta, e Roraima, ausente. No Brasil, são encontradas 92 espécies, todas pertencentes ao Gênero Aristolochia e registradas nos domínios fitogeográficos: Amazônia, Caatinga, Cerrado, Mata Atlântica e Pampa.
As espécies catalogadas em território nacional são:
- Aristolochia acutifolia Duch.
- Aristolochia albertiana Ahumada
- Aristolochia angustifolia Cham.
- Aristolochia arcuata Mast.
- Aristolochia assisii J. Freitas, Lírio & F. González
- Aristolochia bahiensis F.González
- Aristolochia birostris Duch.
- Aristolochia brevifolia (Cham.) Hauman
- Aristolochia brunneomaculata I.Abreu & Giul.
- Aristolochia brunneomaculata I.Abreu & Giul.
- Aristolochia burchellii Mast.
- Aristolochia burelae Herzog
- Aristolochia cauliflora Ule
- Aristolochia ceresensis Kuntze
- Aristolochia chamissonis (Klotzsch) Duch.
- Aristolochia cornuta Mast.
- Aristolochia curviflora Malme
- Aristolochia cymbifera Mart. & Zucc.
- Aristolochia cynanchifolia Mart. & Zucc.
- Aristolochia dalyi F.González
- Aristolochia deltoidea Kunth
- Aristolochia didyma S.Moore
- Aristolochia disticha Mast.
- Aristolochia elegans Mast.
- Aristolochia eriantha Mart. & Zucc.
- Aristolochia esperanzae Kuntze
- Aristolochia filipendulina Duch.
- Aristolochia fimbriata Cham.
- Aristolochia floribunda Lem.
- Aristolochia fragrantissima Ruiz
- Aristolochia gardneri Duch.
- Aristolochia gehrtii Hoehne
- Aristolochia gibertii Hook.
- Aristolochia gigantea Mart. & Zucc.
- Aristolochia ginzbergeri Ahumada
- Aristolochia gracilipedunculata F.González
- Aristolochia guentheri O.C.Schmidt
- Aristolochia hilariana Duch.
- Aristolochia hispida Pohl ex Duch.
- Aristolochia hoehneana O.C.Schmidt
- Aristolochia holostylis F.González
- Aristolochia hypoglauca Kuhlm.
- Aristolochia insolita J.Freitas & M.Peixoto
- Aristolochia ipemi Parodi
- Aristolochia iquitensis O.C.Schmidt
- Aristolochia jauruensis Hoehne
- Aristolochia juruana Ule
- Aristolochia klugii O.C.Schmidt
- Aristolochia labiata Willd.
- Aristolochia lagesiana Ule
- Aristolochia lanceolatolorata S.Moore
- Aristolochia limai Hoehne
- Aristolochia longispathulata F.González
- Aristolochia lutescens Duch.
- Aristolochia macrota Duch.
- Aristolochia manaosensis Ahumada
- Aristolochia marianensis Ahumada
- Aristolochia melastoma Silva Manso ex Duch.
- Aristolochia mishuyacensis O.C.Schmidt
- Aristolochia mossii S.Moore
- Aristolochia nevesarmondiana Hoehne
- Aristolochia odora Steud.
- Aristolochia odoratissima L.
- Aristolochia papillaris Mast.
- Aristolochia paulistana Hoehne
- Aristolochia pilosa Kunth
- Aristolochia pohliana Duch.
- Aristolochia pubescens Willd.
- Aristolochia raja Mart. & Zucc.
- Aristolochia ridicula N.E.Brown
- Aristolochia robertii Ahumada
- Aristolochia rojasiana (Chodat & Hassl.) Hosseus
- Aristolochia rugosa Lam.
- Aristolochia ruiziana (Klotzsch) Duch.
- Aristolochia rumicifolia Mart. & Zucc.
- Aristolochia sepicola Mast.
- Aristolochia sessilifolia (Klotzsch) Duch.
- Aristolochia setosa Duch.
- Aristolochia silvatica Barb.Rodr.
- Aristolochia smilacina (Klotzsch) Duch.
- Aristolochia sprucei Mast.
- Aristolochia stomachoides Hoehne
- Aristolochia subglobosa J. Freitas, Lírio & F. González
- Aristolochia tamnifolia (Klotzsch) Duch.
- Aristolochia theriaca Mart. ex Duch.
- Aristolochia triangularis Cham. & Schltdl.
- Aristolochia trilobata L.
- Aristolochia trulliformis Mast.
- Aristolochia urbaniana Taub.
- Aristolochia urupaensis Hoehne
- Aristolochia warmingii Mast.
- Aristolochia weddellii Duch.
- Aristolochia wendeliana Hoehne
- Aristolochia zebrina J. Freitas & F. González

### Ocorrência no Brasil
No Brasil ocorrem as seguintes espécies:
- São Paulo: 16 espécies
- Rio de Janeiro (capital): 8 espécies
- Santa Catarina: 14 espécies
- Parque Estadual das fontes de Ipiranga (SP): 2 espécies
- Tocantins: 8 espécies
- Goiás: 8 espécies
- Distrito Federal: 3 espécies
- Grão-Mogol (MG): 1 espécie
- Serra do cipó (MG): 3 espécies
- Bahia: 1 espécie